# اپرا

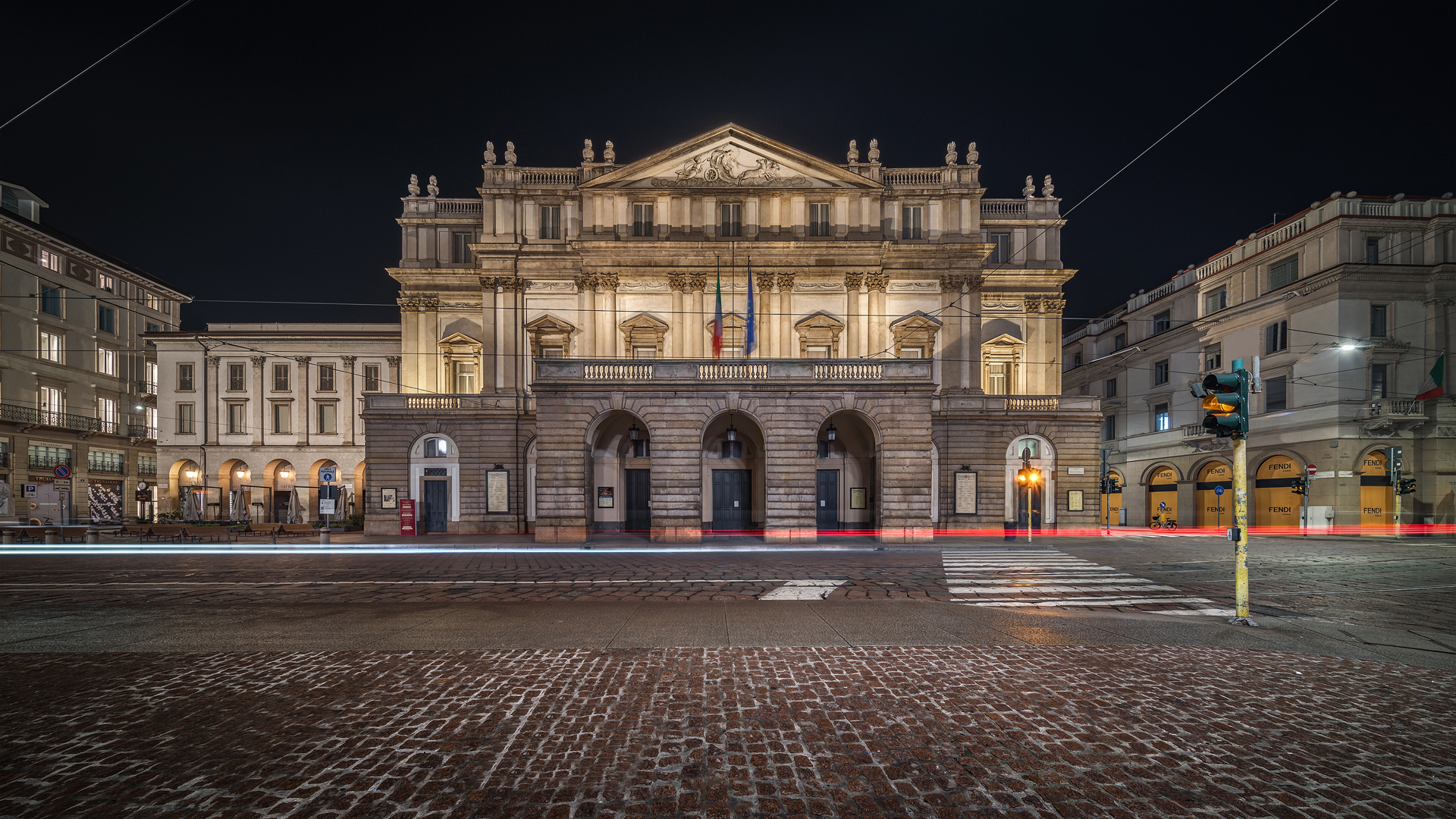
ساختمان تئاترو آلا اسکالا در شهر میلان ایتالیا. آلا اسکالا که در سال ۱۷۷۸ بنیاد شده و از معروف‌ترین اپراخانه‌های جهان است.

داخل اپراخانهٔ لا اسکالا در شهر میلان ایتالیا.

نمایشی که بازیگران آن به آواز و همراه با موسیقی با یکدیگر حرف بزنند و بازی کنند، اُپِرا (به ایتالیایی: Opera) نام دارد. اصل آن اروپایی است، اما امروزه در بیشتر کشورها با آن آشنا هستند. اپرا هنری است که بر روی یک سکو یا سن نمایشی که هماهنگ و سازگار با موسیقی ساخته شده‌است، انجام می‌گیرد.
در اپرا موسیقی کلاسیک غربی و هنرهای نمایشی با هم ترکیب می‌شوند و هر شخصیت داستان توسط یک خواننده موسیقی کلاسیک به تصویر کشیده می‌شود. اپرا در اصل نوعی تئاتر است که در آن موسیقی نقش اصلی را دارد و قطعات توسط خوانندگان اجرا می‌شوند اما از تئاتر موزیکال متمایز است. چنین «اثری» به‌طور معمول همکاری بین آهنگساز و نویسنده اپرانامه یا لیبرتو (libretto) است و تعدادی از هنرهای نمایشی مانند بازیگری، دکورسازی، طراحی لباس و بعضی مواقع رقص یا باله را در خود جای داده‌است. این اجرا به‌طور معمول در یک تالار اپرا همراه با یک ارکستر یا یک گروه موسیقی کوچک‌تر اجرا می‌شود که از اوایل قرن نوزدهم توسط یک رهبر ارکستر هدایت می‌شود. اپرا بخش مهمی از سنت موسیقی کلاسیک غربی و بخشی از فرهنگ عادی غربی است، اما پس از جنگ جهانی دوم، حضور در اپرا به‌طور فزاینده‌ای به طبقه نخبگان محدود شده‌است. البته امروزه این هنر مانند گذشته نیست و گاه با سبک‌های دیگر موسیقی آمیخته شده‌است یا اینکه به تنهایی و بدون نمایش اجرا می‌شود.
اپرا (Opera) جمع کلمه لاتینی اپوس (Opus) به معنای «اثر» است و به این تغییر باید اپرا را به‌طور تحت‌اللفظی به «آثار» ترجمه کرد اما اپرا به‌صورت کلمه مفرد مؤنث از آغاز قرن ۱۷ میلادی به نمایشی گفته می‌شد که به‌جای آواز خوانده شود.
اپرا آمیزه‌ای از موسیقی و نمایش است تا حقیقت به تصویر کشیده شود. از این رو برای خلق آثار اپرایی باید در هر دو بخش موسیقی و نمایش تبحر داشت تا پدیده‌ای درخور تحسین ایجاد کرد. بزرگان هنر در برتری هر یک از این دو مؤلفه بر دیگری اختلاف نظر دارند؛ به عنوان مثال ریشارد واگنر موسیقی را در خدمت هدف والای «نمایش» می‌داند. با این حال موسیقی دارای اعجازی است که با آن، داستانی هرچند ساده به تجربهٔ احساسی عمیق و دل‌انگیز بدل می‌شود. همچنین داستان‌ها و نمایشنامه‌های موفق با درآمیختن با موسیقی، بقا و عمق بیشتری یافته‌اند.
اپرا مجموعه‌ای است از هنرهای مختلف: موسیقی، ادبیات، بازیگری، طراحی صحنه، دکور و کارگردانی. صحنه‌آرایی اپراهای باروک غالباً با هدف القای احساس عظمت و جلب توجه به تزیینات پر زرق و برق معماری باروک بود. اپرا یکی از ارزنده‌ترین پدیده‌های جهان موسیقی به‌شمار می‌رود. طی چندین قرن اپرا با تحولات فراوان همه گونه رویدادها و سبک‌های موسیقی را تجربه کرد و به تکامل رسید.
نمایش اجرایی در اپرا عناصر ویژهٔ تئاتر مانند زمینه‌پردازی و محیط نمایشی، جامه‌ها، چهره‌پردازی و بازیگری را در خود دارد؛ ولی در اپرا واژه‌هایی که بازگو می‌شود یعنی اپرانامه سخن‌پردازی گفتاری نبوده بلکه به گونهٔ آوازی و سرودی است. خوانندگان اپرا را یک گروه از همنوایان همراهی می‌کنند. همنوایان می‌توانند یک گروه کوچک سازی باشند یا یک ارکستر سمفونیک کامل.

## پیشینه
آغاز هنر اپرانویسی در قرن شانزدهم میلادی است. در این زمان عده‌ای از دانشمندان و موسیقیدانان شهر فلورانس، در ایتالیا، تصمیم گرفتند که نمایش و موسیقی را با هم ترکیب کند. در نتیجه کوشش‌های ایشان اپرا به وجود آمد. اگرچه سازندهٔ نخستین اپرای تاریخ موسیقی جاکوپو پری است، اما کسی که اپرا را به معنای واقعی کلمه بنیان گذاشت کلودیو مونته‌وردی بود. قدیمی‌ترین اپرایی که هنوز نمایش داده می‌شود ارائو» اثر کلودیو موتوردی است که در سال ۱۶۰۷ ساخته شده‌است. در قرن ما مهم‌ترین اپراساز ایتالیا جاکومو پوچینی است که برخی از اپراهای او عبارتند از «لا بوهم» یا «بی بند و بارها»)، «توسکا» و «مادام باترفلای». آهنگساز دیگر ایتالیایی جان - کارلو منوتی است که اپرای «آماهل و مهمانان شبانه» را ساخته‌است. این اپرا داستان پسری چلاق و سه پادشاه است که در شب تولد حضرت مسیح برای او هدیه‌هایی می‌برند.
نخستین اپراساز مهم آلمانی ولفگانگ آمادئوس موتسارت است که در ایران نام او با تلفظ فرانسویش " موزار» مشهور است. معروفترین اپراهای او عبارتند از عروسی فیگارو»، «دون جووانی»، و «فلوت جادو». یکی دیگر از اپراسازان بزرگی آلمان ریشارد واگنر است که از جمله اپراهای «تا نهوزر»، «لؤهنگرین»، و «انگشتر خاندان نیبلونگ» را ساخته‌است.

## پیش‌نیازهای اجرا
صحنه اپرا معمولاً خیلی بزرگتر از صحنه نمایش است، و برای هر پردهٔ آن باید دکورها و تزیینات مخصوص درست کرد. ساختمانی همانند تئاتر که در آن اپراها و باله‌ها اجرا می‌شود، اپرا خانه نامیده می‌شود. اپرا انواع و اقسام دارد و هر موسیقیدانی می‌تواند هر جور که بخواهد اپرا بنویسد. اپرا همیشه به یک هیئت ارکستر بزرگی احتیاج دارد که عده‌شان گاهی از پنجاه نفر هم بیشتر است، و پیش از اینکه اپرا به روی صحنه بیاید، این هیئت ارکستر و بازیگران اپرا باید هفته‌ها و گاهی ماه‌ها تمرین کنند تا اپرا مطابق میل سازنده و کارگردان آن آماده شود.

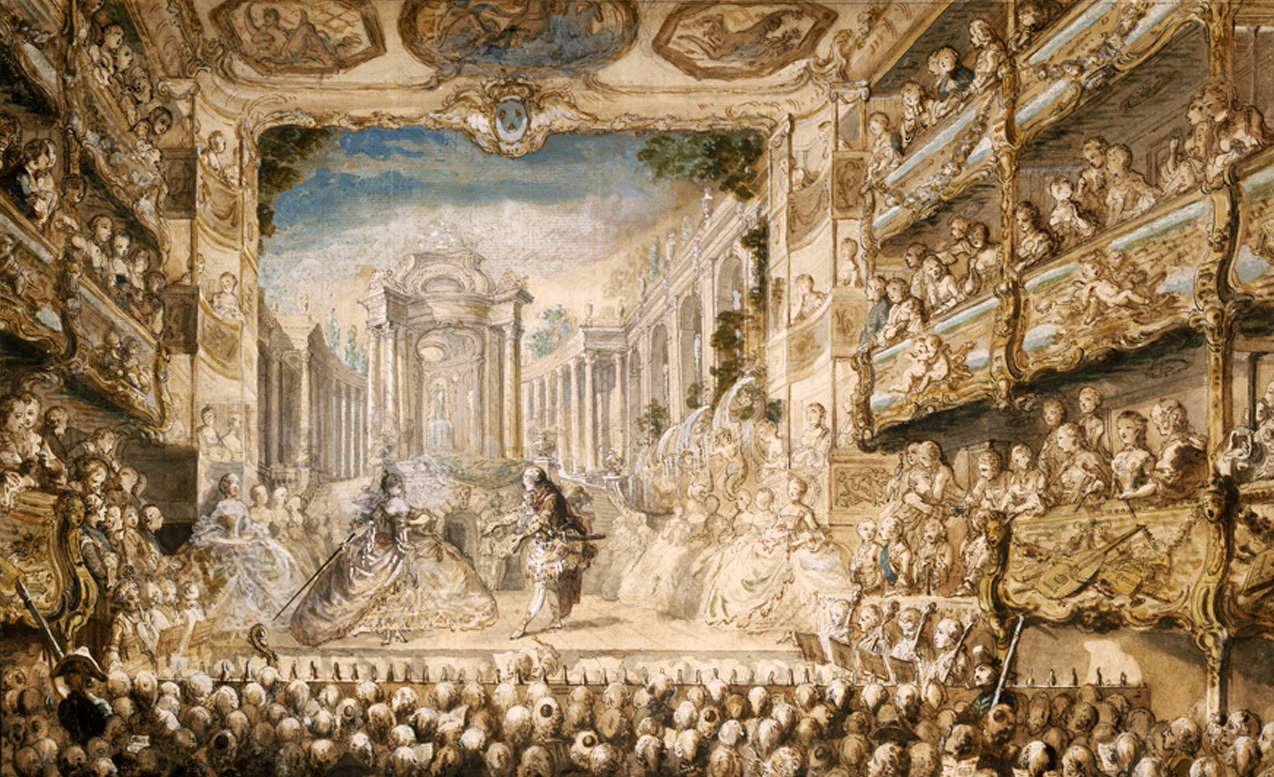
یک نقاشی آبرنگ و گواش از اجرای اپرای ارماید اثر لولی (Lully Armide) در سالن تئاتر پله-رویال) در سال ۱۷۶۱.

اپرا علاوه بر کارگردان که مسئول راهنمایی بازیگران و تنظیم صحنه‌هاست، یک نفر رئیس ارکستر هم دارد که باید نوازندگان آلات مختلف موسیقی را راهنمایی و آماده کند و هر شب در وقت اجرای اپرا هم آنها را رهبری کند. در هر اپرایی مقداری موسیقی بدون آواز هست. از جمله، پیش از بالا رفتن پرده، هیئت ارکستر پیش‌درآمد اپرا را می‌نوازد که به آن اوورتور می‌گویند. بعد از تمام شدن اوورتور پرده بالا می‌رود و بازیگرها روی صحنه می‌آیند و با آواز شروع به گفت‌وگو می‌کنند و داستان شروع می‌شود، هر اپرایی مثل نمایش، به چند پرده و هر پرده آن به چند صحنه تقسیم شده‌است.
خوانندگان اپرا باید صدایشان در عین زیبایی رسا نیز باشد، و تماشاگرانی که در ردیف‌های ته تالار نشسته‌اند باید بتوانند صدای خوانندگان را به خوبی تماشاگران ردیف‌های جلو بشوند.

## بخش‌های مختلف اپرا
اپرا ۳ بخش اصلی دارد:
1. پیش‌درآمد یا اوُوِرتور (او - وِر - تور)؛ در واقع مقدمه‌ای برای شروع اپراست که کاملاً به‌صورت سازی است و هیچ خواننده‌ای در آن نمی‌خواند.
2. آریا (Aria)؛ که قسمت اصلی اپراست و خواننده در آن با آرایش‌های آوازی، قدرت و مهارتش را ابراز می‌دارد.
3. رسیتاتیف (Recitatif)[۷] که نوعی از فن بیان و مکالمهٔ آوازی است و غالباً پیش از آریا قرار می‌گیرد. در اپرای ایتالیایی، رسیتاتیف رابط بین دو آریاست:
  1. رسیتاتیف ساده (Recitatif Secco) که آواز بدون ارکستر است و فقط با چند آکورد کوتاه همراهی می‌شود.
  2. رسیتاتیف آکامپانیه (Recitatif accampagne) که خواننده به همراهی ارکستر می‌خواند و بیشتر در اپراهای فرانسوی معمول است.

از جمله رهبران ارکستر اپرا می‌توان گوستاو مالر را نام برد.

## نمونه‌های مشهور

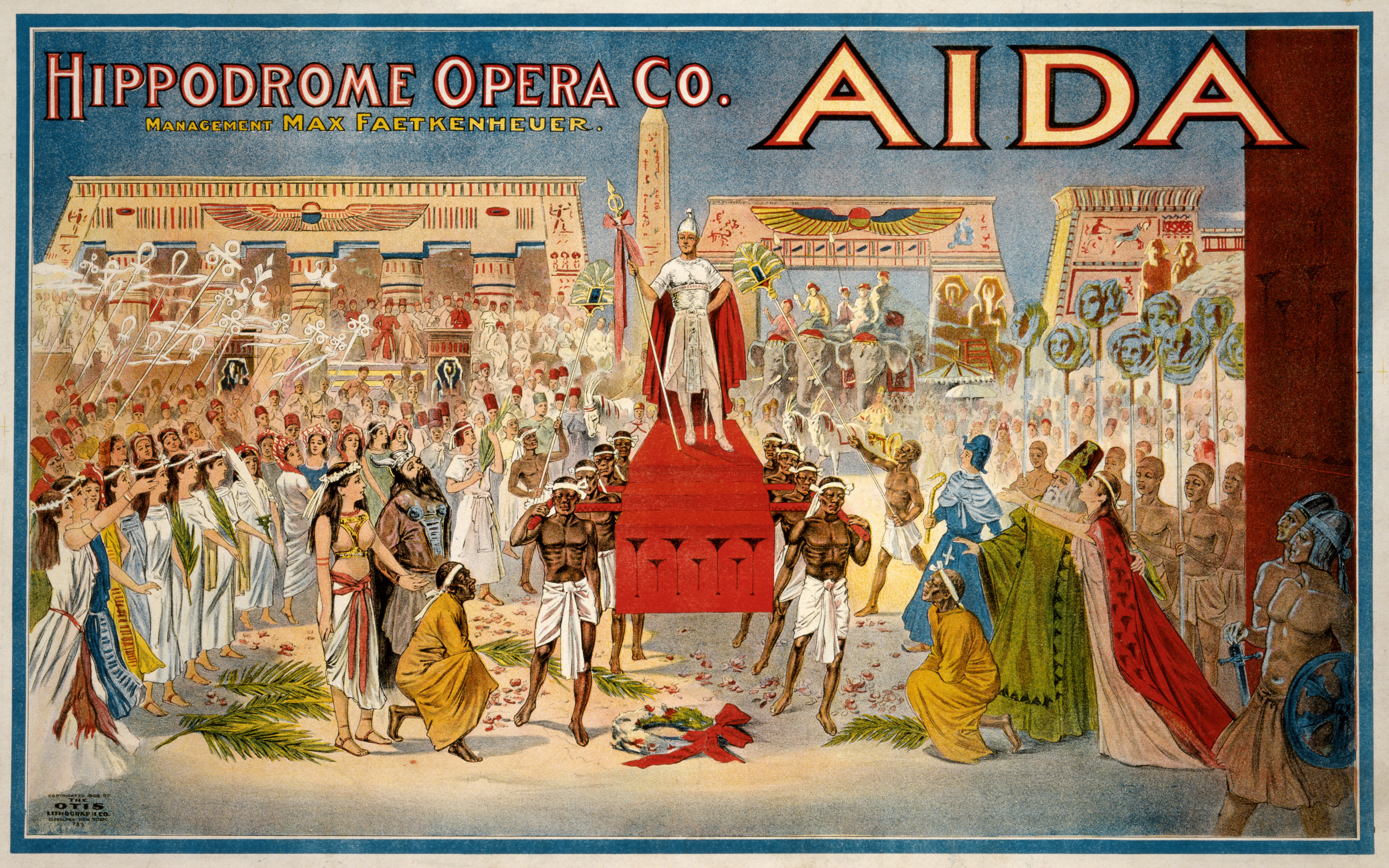
تصویری قدیمی منتسب به اپراهای معروف «هانسل و گرتل»

از اپراهای معروف می‌توان «هانسل و گرتل» را نام برد. این اپرا برای بچه‌ها از این جهت بسیار مناسب است که قهرمانان آن مود برای هانسل و گرتله دو بچه هستند که خواهر و برادرند. اسم برادر هنزل و اسم خواهر گرتل است. اینان بچه‌های یک جاروساز فقیرند. یک روز که می‌روند توت فرنگی بچینند، در بیشه‌های اطراف گم می‌شوند. در وسط بیشه، جادوگری بی‌رحم زندگی می‌کند که خانه‌اش از شیرینی و آب‌نبات ساخته شده‌است.
این جادوگر هانسل و گرتل را اسیر می‌کند، اما بچه‌ها عاقبت از خانه جادوگر فرار می‌کنند. این اپرا را یک موسیقیدان آلمانی به نام انگلبرت‌ هومپردینک ساخته‌است. البته بیشتر اپراها به این سادگی نیست و به عده زیادی خواننده و بازیگر و گروه‌های باله و آواز دسته‌جمعی و سیاهی‌لشکر احتیاج دارد. بیشتر مردم هرگز اپرا ندیده‌اند، اما بسیاری از آهنگ‌های اپراهای معروف را که در رادیو و تلویزیون شنیده‌اند خوب می‌شناسند. پیش‌درآمد اپرای کارمن اثر ژرژ بیزه آهنگساز فرانسوی یکی از این آهنگ‌هاست. نیز مارش معروف «اپرای آیدا» اثر جوزپه وردی، سازنده چندین اپرای بسیار مشهور ایتالیایی، از جمله «ریگولتز، دلقک درباری» و «اتلو»، که داستان آن از یک نمایشنامه معروف شکسپیر گرفته شده‌است.
یکی از معروف‌ترین اپراهای روسی «بوریس گودونف» اثر مودست موسورگسکی است (گودونوف یکی از تزارهای روسیه است). موسورگسکی، آوازها و رقص‌های عامیانه روسی و آهنگ‌های کلیسایی را در این اپرا وارد کرده‌است. اپراهای انگلیسی و آمریکایی تا کنون اهمیت و شهرت زیادی به‌ دست نیاورده‌اند. چندتن از خوانندگان بزرگ اپرا را در اینجا نام می‌بریم: کروسو، فیودور شالیاپین، پلی ملبا، ماری گاردن، کریستن فلاگستاد، لیلی پؤنس، ماریا پریتزا، ماریا کالاس، آنجلا گورگیو، آندره بوچلی، الینا گارانچا، پلاسیدو دومینگو، چچیلیا بارتولی، خوزه کارراس و لوچیانو پاواروتی.
برخی آثار مشهور اپرا عبارتند از: آرایشگر شهر سویل، آیدا، اتلو، توسکا، ایل تراواتوره، بوریس گودونف، پارسیفال، پالمیرا ملکه ایران‌زمین، پالیاچی، تریستان و ایزولده، توران دخت، حلقه نیبلونگ، دن ژوان، ریگولتو، زیگفرید، عروسی فیگارو، فلوت سحرآمیز، فیدلیو، کارمن، کاوالریا روستیکانا، لابوهم، لاتراویاتا، لوچیا دی لامرمور، لوهنگرین، مادام باترفلای، نابوکو، نورما، هلندی سرگردان.

## کتابشناسی
- Opera, the Rough Guide, by Matthew Boyden et al. (1997), 672 pages, شابک ‎۱−۸۵۸۲۸−۱۳۸−۵